# بید بادامی
بید بادامی، بید سه پرچمی یا بید فرانسوی (نام علمی: Salix triandra) نام یک گونه از سرده بید است.